# Diplôme d'études universitaires générales en lettres et langues
Pour les articles homonymes, voir Diplôme d'études.
En France, Le Diplôme d'études universitaires générales Lettres et langues était le premier diplôme universitaire (bac + 2) dans les études littéraires et linguistiques.

## Historique

### Le DEUG Lettres et langues de 1993 à 1997
Durant cette période, le programme est fixé par l'arrêté du 9 février 1993.
Huit mentions étaient proposées:
- Lettres classiques ;
- Lettres modernes ;
- Langues, littératures et civilisations étrangères ;
- Langues étrangères appliquées ;
- Langues et cultures régionales ;
- Sciences du langage ;
- Histoire des arts et archéologie ;
- Médiation culturelle et communication.

### Le DEUG Lettres et langues de 1997 à l'application de la réforme LMD
Avant la réforme LMD, les programmes étaient fixés par l'arrêté du 30 avril 1997.
Les mentions étaient les mêmes qu'en 93:
- Histoire des arts et archéologie ;
- Lettres classiques ;
- Lettres modernes ;
- Langues, littératures et civilisations étrangères (LLCE);
- Langues étrangères appliquées (LEA);
- Langues et cultures régionales (LCR);
- Sciences du langage ;
- Médiation culturelle et communication.

### Le  DEUG Lettres et langues depuis l'application de la réforme LMD
Le DEUG est un diplôme intérmédiaire de la licence dont les intitulés et les programmes ne sont plus fixés nationalement. Les universités ont repris le domaine "Lettres et langues" ou "Arts, lettres et langues".